# NGC 1535
NGC 1535 je planetarna maglica u zviježđu Eridanu. 

## Vanjske poveznice
- SEDS: NGC 1535